# Miagrammopes
Miagrammopes är ett släkte av spindlar. Miagrammopes ingår i familjen krusnätsspindlar.

## Dottertaxa tillMiagrammopes, i alfabetisk ordning[1]
- Miagrammopes albocinctus
- Miagrammopes alboguttatus
- Miagrammopes albomaculatus
- Miagrammopes animotus
- Miagrammopes aspinatus
- Miagrammopes auriventer
- Miagrammopes bambusicola
- Miagrammopes bifurcatus
- Miagrammopes birabeni
- Miagrammopes biroi
- Miagrammopes bradleyi
- Miagrammopes brasiliensis
- Miagrammopes brevicaudus
- Miagrammopes brevior
- Miagrammopes brooksptensis
- Miagrammopes cambridgei
- Miagrammopes caudatus
- Miagrammopes ciliatus
- Miagrammopes constrictus
- Miagrammopes coreensis
- Miagrammopes correai
- Miagrammopes corticeus
- Miagrammopes cubanus
- Miagrammopes extensus
- Miagrammopes fasciatus
- Miagrammopes ferdinandi
- Miagrammopes flavus
- Miagrammopes gravelyi
- Miagrammopes gulliveri
- Miagrammopes guttatus
- Miagrammopes indicus
- Miagrammopes intempus
- Miagrammopes kirkeensis
- Miagrammopes lacteovittatus
- Miagrammopes larundus
- Miagrammopes latens
- Miagrammopes lehtineni
- Miagrammopes licinus
- Miagrammopes longicaudus
- Miagrammopes luederwaldti
- Miagrammopes maigsieus
- Miagrammopes mexicanus
- Miagrammopes molitus
- Miagrammopes oblongus
- Miagrammopes oblucus
- Miagrammopes orientalis
- Miagrammopes paraorientalis
- Miagrammopes pinopus
- Miagrammopes plumipes
- Miagrammopes poonaensis
- Miagrammopes raffrayi
- Miagrammopes rimosus
- Miagrammopes romitii
- Miagrammopes rubripes
- Miagrammopes scoparius
- Miagrammopes sexpunctatus
- Miagrammopes similis
- Miagrammopes simus
- Miagrammopes singaporensis
- Miagrammopes spatulatus
- Miagrammopes sutherlandi
- Miagrammopes thwaitesi
- Miagrammopes tonatus
- Miagrammopes trailli
- Miagrammopes unguliformis
- Miagrammopes unipus
- Miagrammopes viridiventris
- Miagrammopes zenzesi